# Jean Gracieux (général)
Pour les articles homonymes, voir Jean Gracieux.
Jean Gracieux est un militaire français né le 16 juillet 1908 à Réalmont et mort le 23 avril 1974 à Paris 13e. 

## Biographie
Jean Gracieux naît le 16 juillet 1908 à Réalmont dans le Tarn,.
Il est élève au prytanée militaire de La Flèche puis est admis à l'École spéciale militaire de Saint-Cyr en 1927, intégrant à sa sortie de l'école en 1929 l’infanterie coloniale,.
Lieutenant en 1931, capitaine en 1937, il dirige une compagnie de tirailleurs sénégalais au début de la Seconde Guerre mondiale. Commandant en 1943, à Alger, il est chef d’état-major du 6e régiment de tirailleurs sénégalais et fait toute la campagne de France à ce poste. Il devient lieutenant-colonel en 1945, avant d'être affecté en Indochine en 1948.
Il est l'un des créateurs des parachutistes coloniaux, les « bérets rouges », et un proche collaborateur du général Salan.
En 1956, pendant la crise du canal de Suez, Gracieux est colonel, adjoint du général Gilles, le commandant les troupes aéroportées. Il dirige ensuite la base aéroportée de Bayonne avant de rejoindre l’Algérie, début 1957, comme adjoint du général Allard.
En 1958, il commande la 9e division d’infanterie à Orléansville et, général de brigade, succède l'année suivante au général Massu à la tête de la 10e division parachutiste,. 
Il est nommé commandant de la zone Alger-Sahel en janvier 1960, inspecteur des troupes aéroportées en avril de la même année, puis promu général de division en avril 1961, avant d’être mis en disponibilité. En 1963, il est placé dans le cadre de réserve,.
Revenu à la vie civile, il est président de l'Association des combattants de l'Union française et de l'Union nationale des parachutistes à compter de 1964,.
Jean Gracieux meurt le 23 avril 1974 à Paris,.

## Distinctions
- : Grand Officier de la Légion d’honneur
- : Croix de Guerre 1939-1945
- : Croix de guerre des Théâtres d'opérations extérieurs
- : Croix de la Valeur militaire

titulaire de treize citations,.